# Deltote vittata
Deltote vittata is een vlinder van de familie van de uilen (Noctuidae). De wetenschappelijke naam van deze soort is voor het eerst voorgesteld als Eustrotia vittata door Michael William Service in een publicatie uit 1965.

## Verspreiding
De soort komt voor in Nigeria.

## Waardplanten
De rups leeft op Dopatrium longidens (Plantaginaceae).